# Cuevas (vapor de 1867)
El vapor Cuevas fue un navío de la Armada del Imperio del Brasil que sirvió en la Guerra de la Triple Alianza. 

## Historia
El Cuevas, ex Baronesa do Livramento, segunda embarcación de la marina brasileña en llevar ese nombre en homenaje al Combate de Paso de Cuevas, fue adquirido en 1867 a la firma Mendes Filho & Cia. y Joaquim José de França.
Era un buque impulsado por una máquina de vapor con una potencia de 140 HP. 
El 4 de julio de 1867 condujo tropas del ejército desde el Fuerte de Curuzú a Paso de la Patria.
En la madrugada del 21 de abril de 1868 se fue a pique frente a Itapirú.